# Киевское восстание 1113 года
Киевское восстание 1113 года — конфликт в столице Киевской Руси после смерти князя Святополка Изяславича. В результате восстания по приглашению киевлян престол занял Владимир Мономах, который издал Устав Владимира Всеволодовича, облегчивший положение низов. В процессе восстания произошёл первый известный на Руси еврейский погром.

## Причины
По мнению академика Б. А. Рыбакова, основной причиной восстания была финансовая политика администрации Святополка, в частности, введённый им соляной налог. Были разграблены дворы тысяцкого Путяты Вышатича и дворы сотских. Опасаясь за судьбу семьи покойного Святополка, а также разграбления своих дворов и монастырей, собравшиеся в Софийском соборе бояре призвали на княжение популярного своими победами над половцами переяславского князя Владимира Мономаха, сына третьего Ярославича Всеволода в нарушение прав сыновей второго Ярославича Святослава: Давыда Черниговского, Олега Новгород-Северского и Ярослава Муромского. Согласно изданному новым князем Уставу, устанавливалась предельная общая сумма процентных платежей по долгам (в зависимости от суммы основного долга). Фактически это избавляло бедноту от угрозы длительной или вечной кабалы.
По мнению историка И. Я. Фроянова, причиной бунта, начавшегося вскоре после смерти князя Святополка, явилось противоборство партий — сторонников вокняжения Владимира Мономаха и сторонников Давыда и Олега Святославичей. Партия «за» Святославичей имела большую поддержку со стороны еврейской общины, интересы которой Святославичи, как тесно связанные с Тмутараканью, в свою очередь, всячески оберегали. Защита интересов «казарской» корпорации (а иудеи в правление Святополка «получили многие пред христианы вольности») оборачивалась против христиан, ибо многие из них «торгу и ремесл лишились». Поэтому простые киевляне решили всеми силами не допустить до правления Святославичей. Они напали на двор Путяты, человека, близкого к Святополку, на дворы сотских и еврейский квартал. Этот грабеж свидетельствовал о поражении политических противников Владимира Мономаха и крушении их планов. Таким образом, по мнению Фроянова, грабеж носил прежде всего политический характер.
Профессор Джон Клиер, напротив, считает, что мотивы нападений на богатых бояр и евреев были чисто экономическими. По мнению Клиера, это был бунт против «ненавистной соляной монополии, установленной Святополком».
Историк В. Я. Петрухин полагает, что еврейский погром был связан с кровавыми наветами на евреев, в частности, с легендой о Евстратии Печерском, якобы убитом евреем-работорговцем за отказ от принятия иудаизма. Петрухин считает, что представления о покровительстве Святополка ростовщикам как причине погрома основаны на «реконструкции» Василия Татищева, который использовал для этого известную ему ситуацию в Речи Посполитой XVII века.

## Ход событий
После смерти Святополка киевляне пригласили на княжение Владимира Мономаха, который вначале отказался от киевского княжения. Тогда они разграбили двор тысяцкого Путяты и дворы киевских евреев. После этого киевляне снова позвали Владимира, который на этот раз согласился:

Наутра же 17-го [апреля] посоветовались киевляне и послали к Владимиру сказать: «Пойди, княже, на стол отца и деда». Услышав это, Владимир заплакал горько и не пошел, печалясь о брате. Киевляне же разграбили двор тысяцкого Путяты, пошли и на евреев и их пограбили. И снова послали киевляне к Владимиру, говоря: «Приходи, княже, в Киев; если не придешь, то знай, что много бед произойдет, не только Путятин двор, не только сотских и евреев пограбят, но нападут и на невестку твою, и на бояр, и на монастыри, и будешь ты ответ держать, княже, если разграбят и монастыри». Услышав это, Владимир пошел в Киев.
Оригинальный текст (церк.-сл.)Наутрия же, въ семы на 10 день, свѣтъ створиша кияне, послаша к Володимеру, глаголюще: «Поиди, княже, на столъ отенъ и дѣденъ». Се слышавъ, Володимеръ плакася велми и не поиде, жаляси по братѣ. Кияни же разъграбиша дворъ Путятинъ, тысячького, идоша на жиды и разграбиша я. И послашася паки кияне к Володимеру, глаголюще: «Поиди, княже, Киеву; аще ли не поидеши, то вѣси, яко много зла уздвигнеться, то ти не Путятинъ дворъ, ни соцькихъ, но и жиды грабити, и паки ти поидуть на ятровь твою и на бояры, и на манастырѣ, и будеши отвѣтъ имѣти, княже, оже ти манастырѣ разъграбять». Се же слышавъ, Володимеръ поиде в Киевъ.